# Арам Рамазян
Арам Рамазян (вірм. Արամ Ռամազյան; 6 грудня 1978, Єреван) — вірменський професійний боксер, призер чемпіонатів світу та Європи серед аматорів.

## Аматорська кар'єра
На чемпіонаті світу 1997 Арам Рамазян завоював бронзову медаль.
- В 1/16 фіналу переміг Дімітара Огнянова (Болгарія) — 20-9
- В 1/8 фіналу переміг Хусейна Хусейна (Австралія) — 8-7
- У чвертьфіналі переміг Куролбека Бухарова (Киргизстан) — 10-8
- У півфіналі програв Раїмкулю Малахбекову (Росія) — 3-16

На чемпіонаті Європи 1998 і чемпіонаті світу 1999 програв у другому бою.
На Кубку світу 1998 переміг Вей Хунтао (Китай), програв Сонтая Вонгпратес (Таїланд) і отримав бронзову медаль.
На чемпіонаті Європи 2000 в категорії до 51 кг завоював бронзову медаль.
- В 1/8 фіналу переміг Артура Мікаеляна (Греція) — 12-1
- У чвертьфіналі переміг Рашида Буаїта (Франція) — 9-3
- У півфіналі програв Агасі Агагюль-огли (Туреччина) — 4-7

На Олімпійських іграх 2000 програв у першому бою Теймуразу Хурцилава (Грузія) — 9-12.

## Професіональна кар'єра
2003 року дебютував на професійному рингу. Виступав у напівлегкій вазі. Боксував з суперниками невисокого класу, лише 5 грудня 2005 року програв нокаутом у першому раунді майбутньому чемпіону WBA у другій напівлегкій вазі і WBC у легкій вазі Едвіну Валеро (Венесуела).